# Distyliopsis laurifolia
Distyliopsis laurifolia là một loài thực vật có hoa trong họ Hamamelidaceae. Loài này được (J.H.Hemsl.) Endress miêu tả khoa học đầu tiên năm 1970.